# Église Saint-Matthieu de Dunedin
L'église Saint-Matthieu (anglais : St. Matthew's Church) est un édifice religieux paroissial anglican situé à Dunedin, en Nouvelle-Zélande.

## Histoire
L'église est conçue par l'architecte William Mason (en) (1810-1897). Sa première pierre est posée le 11 juillet 1873 et elle est consacrée le 3 décembre 1874. Sa construction coûte 4 874 livres, somme qui n'a été entièrement remboursée qu'en 1901. Elle pouvait accueillir 750 personnes assises.

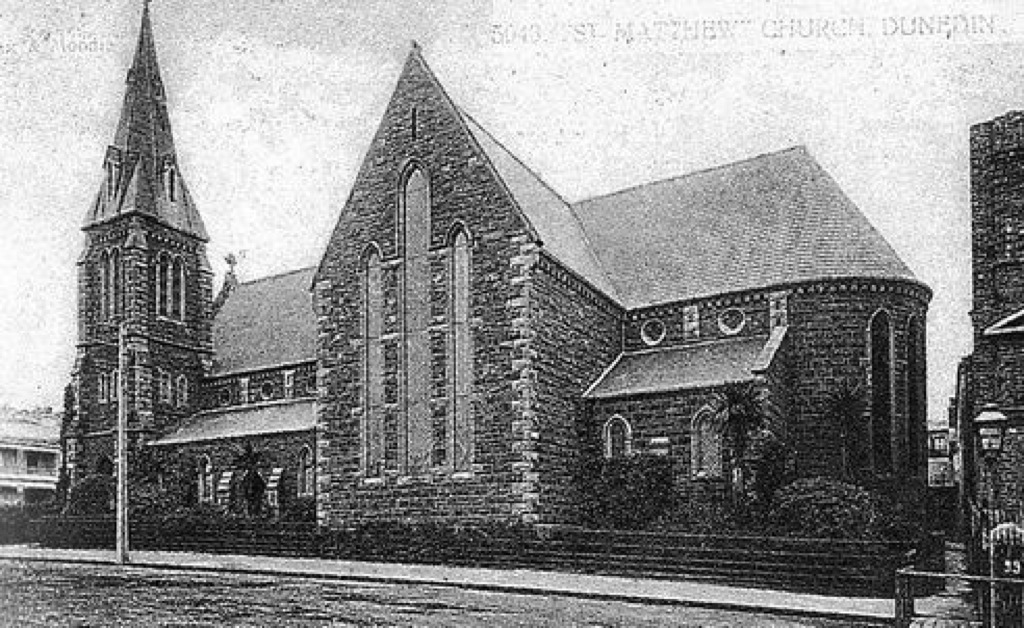
Vue de l'église sur une carte postale de la fin du XIXe siècle.

Certains membres du diocèse ont souhaité que l'église devienne cathédrale, mais la congrégation refuse et la cathédrale Saint-Paul (en) est choisie à la place. En 1942, le peintre Colin McCahon y épouse Anne Hamblett, fille du prêtre en poste, le Révérend Hamblett, qui lui-même célèbre leur mariage.
Beaucoup de nouveaux bâtiments constructions sont venus entourer l'église depuis sa construction. Son aménagement interne a été inversé à la fin du XXe siècle, mais il a depuis retrouvé son orientation d'origine. À part les bancs d'origine qui ont disparu, l'intérieur a été peu modifié.

## Structure
Il s'agit d'un édifice néo-gothique, entre le style normand et le style anglais primitif. Elle est bâtie en pierre bleue, avec de la brèche de Port Chalmers pour les claveaux et les parements, ce qui est inhabituel. D'inspiration très anglaise, elle représente un retour à la première manière de William Mason (en). Son plan est cruciforme, avec une abside éclairée de cinq vitraux en lancettes. Les collatéraux sont séparés de la nef par des piliers octogonaux massifs. Le clocher se trouve au sud-ouest, contre l'entrée principale. Il existe une autre entrée à l'angle nord-ouest. 

## Statut patrimonial et juridique
L'église a été inscrite le 27 juillet 1988 en catégorie I dans la liste des bâtiments historiques d'Heritage New Zealand.